# Briane Harris
Briane Harris (nacida Briane Meilleur, Winnipeg, 11 de marzo de 1992) es una deportista canadiense que compite en curling.
Ganó dos medallas de bronce en el Campeonato Mundial de Curling, en los años 2022 y 2023, y una medalla de bronce en el Campeonato Pan Continental de Curling Femenino de 2022.

## Palmarés internacional
| Campeonato Mundial         | Campeonato Mundial     | Campeonato Mundial | Campeonato Mundial |
| Año                        | Lugar                  | Medalla            | Prueba             |
| -------------------------- | ---------------------- | ------------------ | ------------------ |
| 2022                       | Prince George (Canadá) | Medalla de bronce  | Equipo             |
| 2023                       | Sandviken (Suecia)     | Medalla de bronce  | Equipo             |
| Campeonato Pan Continental |                        |                    |                    |
| Año                        | Lugar                  | Medalla            | Prueba             |
| 2022                       | Calgary (Canadá)       | Medalla de bronce  | Equipo             |